# Coupe Icare
Der Coupe Icare (deutsch: Ikarus Wettbewerb) ist ein viertägiges, jährlich stattfindendes Flugfestival für Fluggeräte des freien Fliegens.
Es fand zum ersten Mal 1974 statt in Saint-Hilaire im Département Isère (Frankreich) und gilt damit als das älteste Freiflug-Festival der Welt. Ziel ist es, neben Hängegleitern und Gleitschirmen, ungewöhnliche Dinge fliegen zu lassen. Erlaubt ist dabei alles – egal, ob es sich um ein Bett, eine 2CV-Ente an einem Gleitschirm oder gleich um ein ganzes Haus handelt.
Damit ist es etwa vergleichbar mit den Red Bull Flugtagen, jedoch werden die Fluggeräte nicht von einer Startrampe aus gestartet, sondern starten von einem der vier Startplätzen mit ca. 1000 m Höhendifferenz oder werden von einem Flugzeug abgeworfen. Aus diesem Grund besitzen jedoch (fast) alle Fluggeräte eine relativ gute Flugtauglichkeit.
Der Coupe Icare zieht jedes Jahr etwa 8000 Flieger und 40.000 Zuschauern aus aller Welt an. Zusammen mit dem Flugfestival finden ein Verkleidungswettbewerb, eine Messe und ein Filmfestival statt.
2005 kam es zu einem zu einem tödlichen Unfall, als ein Schweizer Deltasegler mit einem Gleitschirmflieger kollidierte und aus rund 30 m Höhe abstürzte.

## Wettbewerbe
Folgende nationale und internationale wurden bisher beim Coupe Icare ausgetragen:
- 1974: Das 1. Coupe Icare
- 1979: Die Weltmeisterschaften im Hängegleiten
- 1982: Die Europameisterschaft im Tandem Hängegleiten
- 1987: Die 1. französische Meisterschaft im Gleitschirmfliegen
- 1988: Die 1. Europameisterschaft im Gleitschirmfliegen (World Cup Open)
- 1988: „The Icarus Challenge“: Mehrkampf bestehend aus den Disziplinen Klettern, Höhlenwandern und Gleitschirmfliegen.

## Galerie

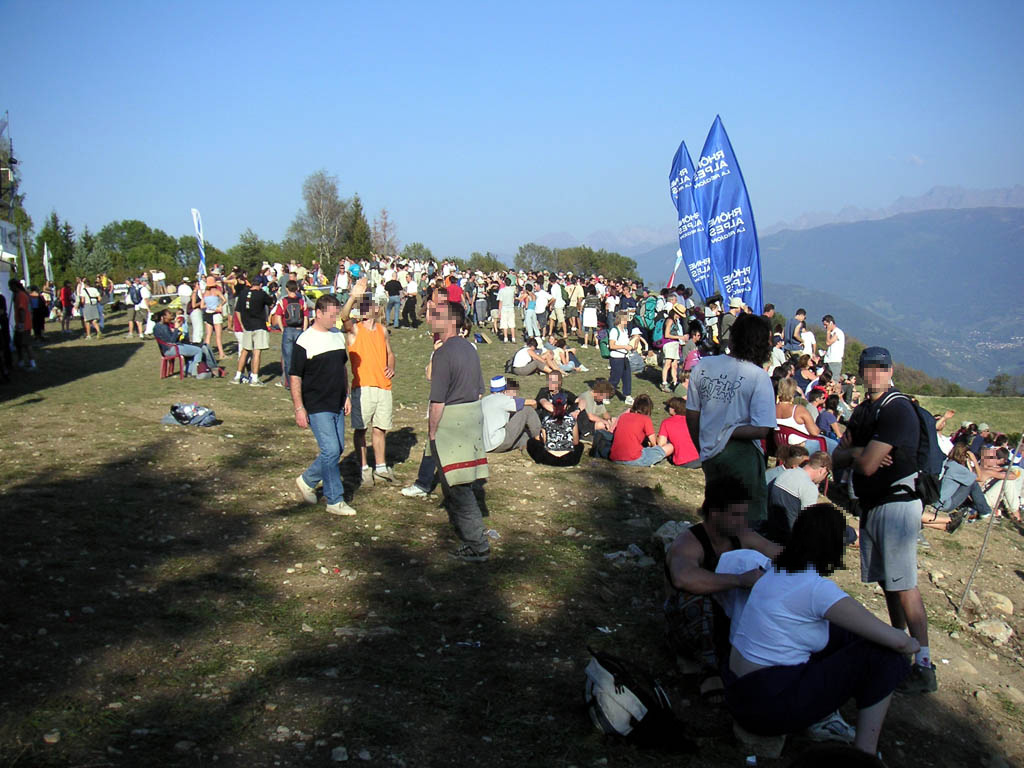
Einer der Startplätze beim Coupe Icare
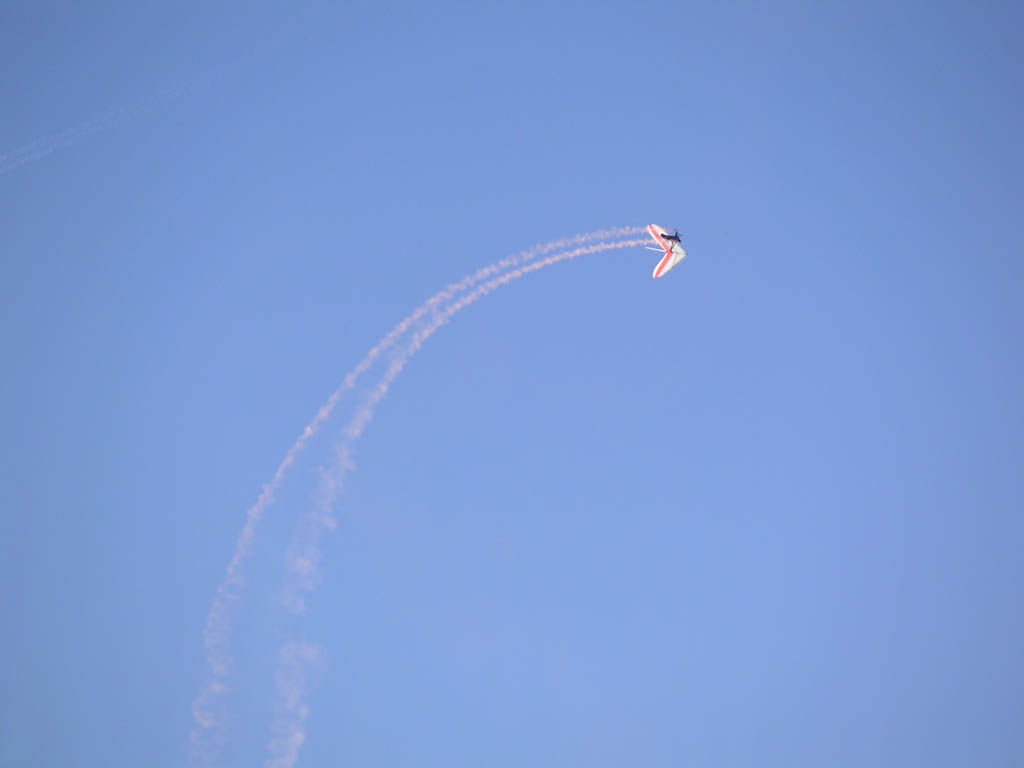
Looping eines Deltasegler beim Coupe Icare
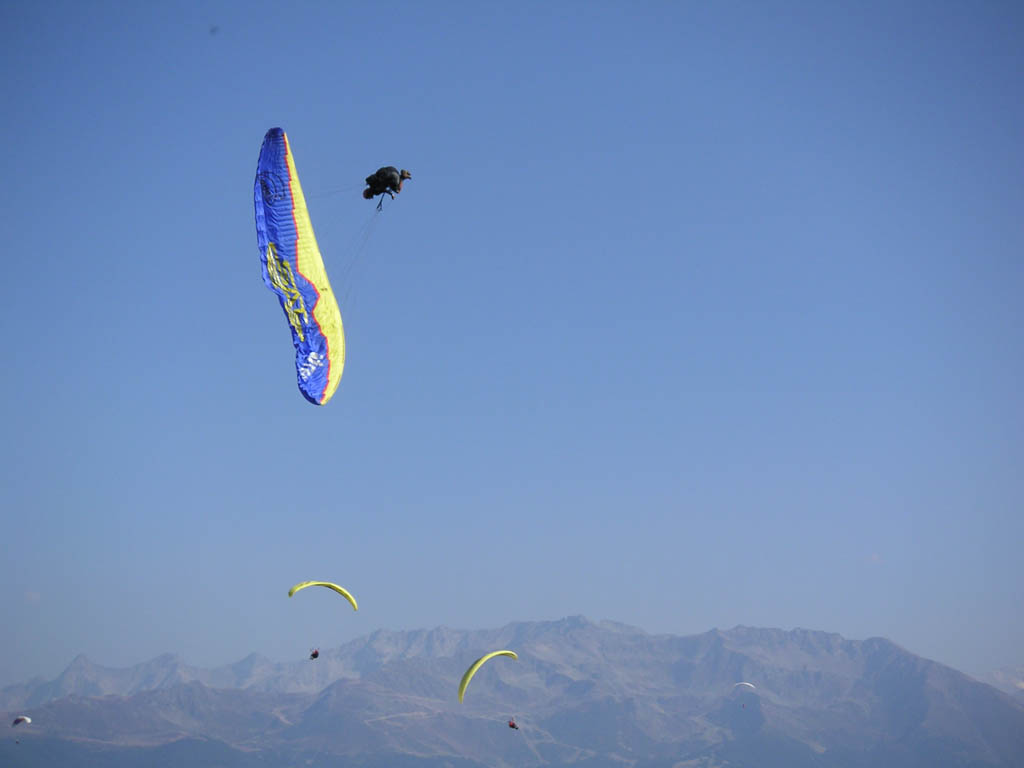
Luftakrobatik beim Coupe Icare 2004
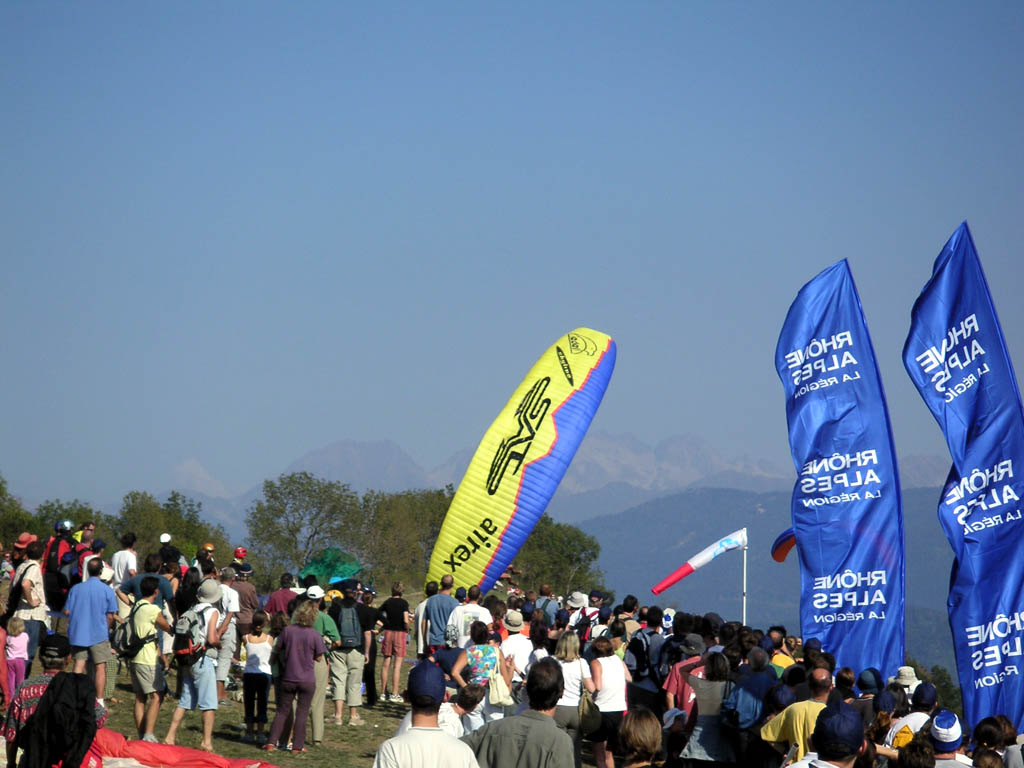
Die Flugkünste werden von vielen Zuschauern verfolgt
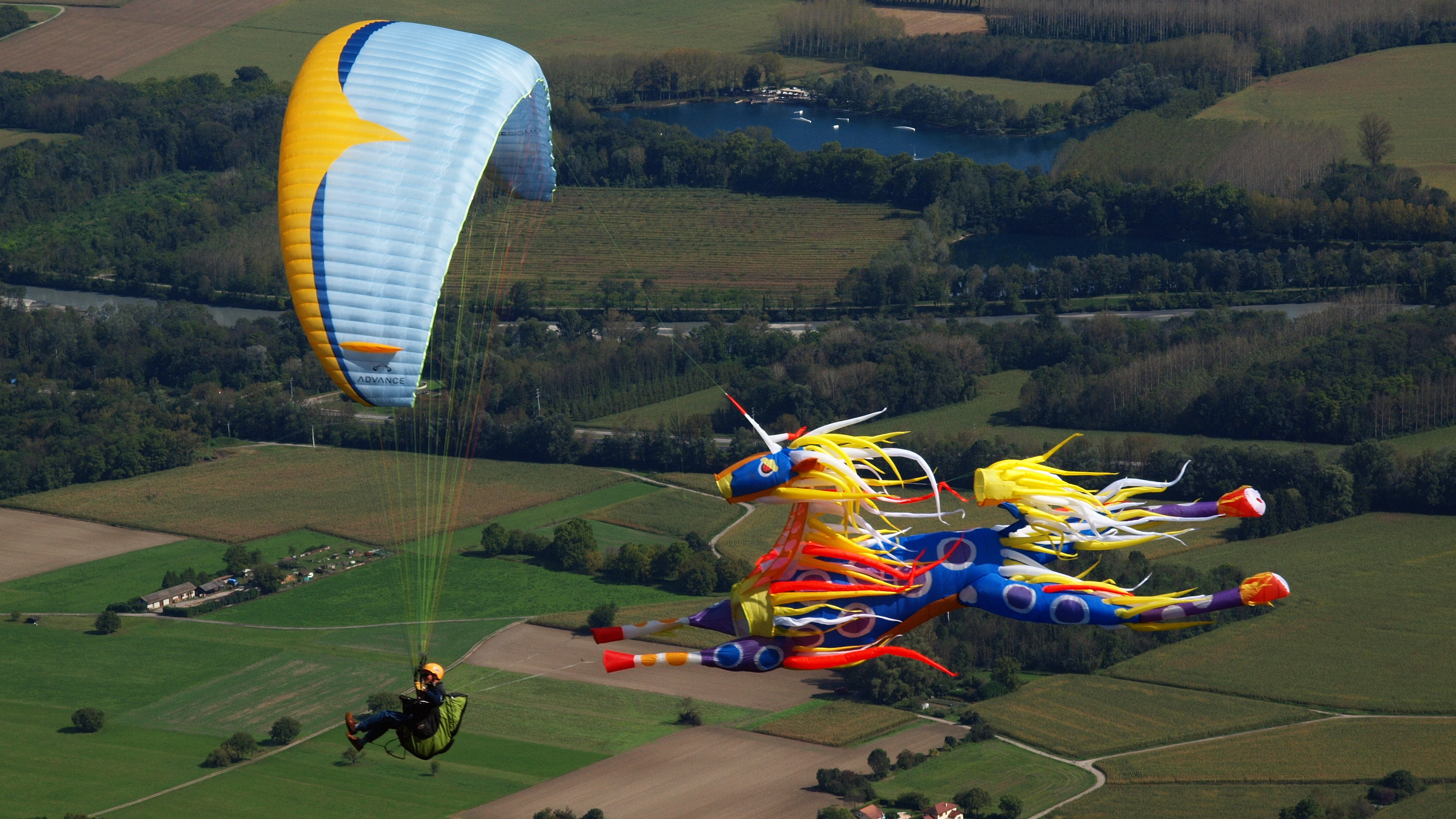
Coupe Icare 2014, Verkleidungsfliegen
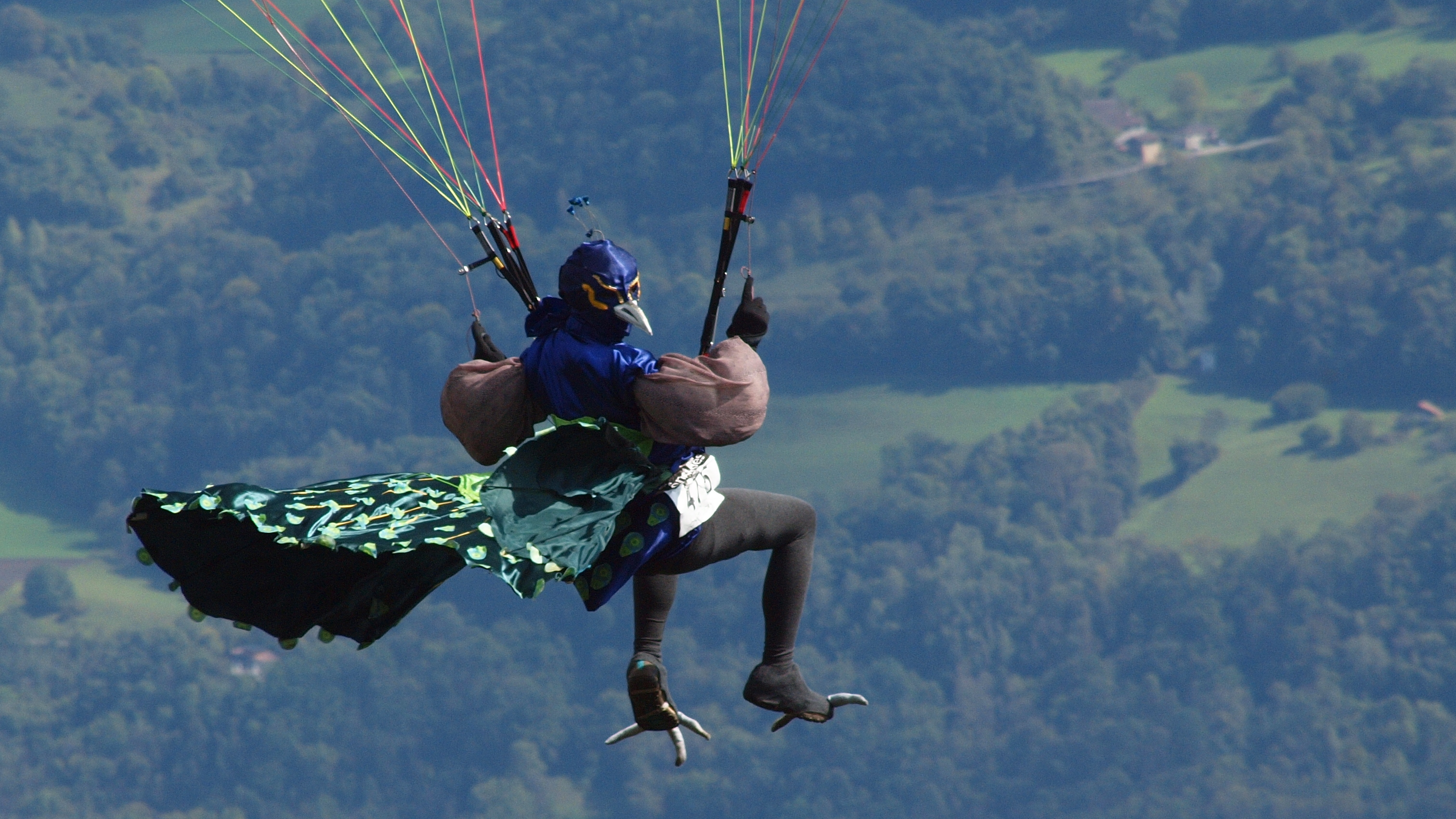
Coupe Icare 2014